# Ghouls (макси-сингл)
«Ghouls» — последний релиз и первый макси-сингл российской группы Mechanical Poet, выпущенный в конце 2008 года на лейбле CD-Maximum.
В «Ghouls» вошёл материал, который из-за своего экспериментального характера не мог быть частью ни одного предыдущего альбома группы. В альбом вошла переработка композиции с прошлого полноформатного альбома «Eidoline: The Arrakeen Code», живая версия песни с дебютного «полнометражника» «Woodland Prattlers», две новых композиции и кавер-версия на песню группы Faith No More — «Star A.D.».

## Список композиций
| №                   | Название                          | Текст песни         | Музыка              | Длительность |
| ------------------- | --------------------------------- | ------------------- | ------------------- | ------------ |
| 1.                  | «Ghouls» (single version)         |                     |                     | 2:49         |
| 2.                  | «Point of Test»                   |                     |                     | 3:11         |
| 3.                  | «Star A.D.» (Faith No More cover) |                     |                     | 3:28         |
| 4.                  | «Digital Skin»                    |                     |                     | 3:26         |
| 5.                  | «Stormchild» (live in Uzhgorod)   |                     |                     | 4:07         |
| Общая длительность: | Общая длительность:               | Общая длительность: | Общая длительность: | 17:01        |

## Участники  записи
- Лекс Плотников — гитара, бас-гитара (# 1, 2, 4), клавишные.
- Владимир Ермаков — ударные.
- Владимир Насонов — вокал.

Приглашённые участники:
- Даниил Захаренков — бас-гитара (# 3, 5).

## Информация
- Музыка и лирика: Лекс Плотников (кроме # 3); Faith No More:  Билли Гулд, Майк Бордин, Майк Паттон.
- Студия: «Чёрный Обелиск».
- Запись, сведение и мастеринг: Дмитрий Борисенков.
- Художник и дизайнер альбома: Лекс Плотников.